# Лекінца (Муреш)
Лекінца (рум. Lechința) — село у повіті Муреш в Румунії. Адміністративно підпорядковане місту Єрнут.
Село розташоване на відстані 269 км на північний захід від Бухареста, 26 км на захід від Тиргу-Муреша, 58 км на південний схід від Клуж-Напоки, 140 км на північний захід від Брашова.

## Населення
За даними перепису населення 2002 року у селі проживала 801 особа. Рідною мовою 797 осіб (99,5%) назвали румунську.
Національний склад населення села:
| Національність | Кількість осіб | Відсоток |
| -------------- | -------------- | -------- |
| румуни         | 694            | 86,6%    |
| цигани         | 96             | 12,0%    |
| угорці         | 10             | 1,2%     |